# Mudenahalli, Kanakapura
Mudenahalli là một làng thuộc tehsil Kanakapura, huyện Ramanagara, bang Karnataka, Ấn Độ.